# Issam Abdallah
Issam Abdallah (àrab: عصام عبد الله, ʿIṣām ʿAbd Allāh; Khiam, 1986 - Aalma ech Chaab, 13 d'octubre de 2023) va ser un videoperiodista libanès que treballava per a Reuters que va ser assassinat per un míssil de les Forces de Defensa d'Israel (IDF) al sud del Líban el 13 d'octubre de 2023, mentre informava en el context de la guerra entre Israel i Hamas.

## Biografia
Abdallah va començar a proporcionar imatges a Reuters el 2007, treballant com a autònom mentre completava els seus estudis universitaris. Abdallah portava una càmera de vídeo i una càmera per a fotografies fixes allà on anava. Primer va proporcionar imatges dels conflictes intralibanesos.
Abdallah va informar de la guerra civil siriana, la guerra russo-ucraïnesa i altres conflictes. Abdallah va ser nominat com a periodista de vídeo de l'any de Reuters el 2020 per la cobertura de l'⁣explosió del port de Beirut. Havia proporcionat a la premsa mundial una de les primeres i més contundents imatges del desastre. Abdallah va formar part d'un equip més gran que va guanyar un premi el 2022 per la seva cobertura de la guerra russo-ucraïnesa.
Abdallah i altres periodistes van cobrir les vagues de Hezbollah i les FDI al sud del Líban, prop d' Aalma ech Chaab. Un míssil o una granada va colpejar el grup i Abdallah va morir. Sis periodistes més d'agències de notícies, entre els quals Reuters, la fotògrafa Christina Assi i el periodista de vídeo Dylan Collins de l'Agence France-Presse (AFP), així com un periodista de l'emissora Al Jazeera, van resultar ferits, alguns de greus. L'exèrcit del Líban ha dit que les FDI van disparar el míssil que va matar Abdallah. Un altre periodista de Reuters al lloc dels fets va dir que Abdallah va ser assassinat per projectils disparats des d'Israel.
Abdallah va ser enterrat el 14 d'octubre del 2023 al seu poble de Khiam al sud del Líban, al costat del seu pare, que havia mort un any abans. Periodistes van posar les seves càmeres a la tomba en honor a la seva memòria.

## Reaccions
En parlar de la mort d'Abdallah, el portaveu militar israelià Richard Hecht va dir: «Ho sentim molt», però no va confirmar que els obusos israelians havien colpejat els periodistes.
Michael Downey, un periodista que treballa per a The New York Times i la British Broadcasting Corporation (BBC), va comentar un vídeo fet poc abans de l'incident: «No hi va haver cap tret d'advertència; això va ser intencionat».
«El tanc els va disparar directament», va dir a Al Jazeera el corresponsal Ali Hashem d'Alma al-Shaab, afegint que l'equip de reporters estaven clarament identificats com a periodistes.
El Líban va presentar una queixa formal davant el Consell de Seguretat de l'ONU per l'assassinat d'Abdallah al seu territori. Segons els mitjans estatals. Al Líban se suposa que va ser un assassinat intencionat. El representant d'Israel a les Nacions Unides va subratllar que Israel mai vol fer mal als periodistes, però en una guerra, «tot pot passar».
A més, l'Agence France-Presse (AFP) va demanar a les autoritats israelianes i libaneses que «realitzin una investigació exhaustiva per determinar les circumstàncies darrere i la responsabilitat dels trets a la frontera que van matar i ferir periodistes...».